# Гигантски слалом
Гигантски слалом е дисциплина в ски алпийските дисциплини, при която по трасето има комбинация от дълги, средни и къси завои. Състезанията в тази дисциплини се провеждат в два манша. 
Денивелацията на трасето е между 250 и 400 метра. В състезания за Световната купа, на световни първенства и олимпийски игри, минималната денивелация е 300 метра. Състезателите стартират на равни интервали от 60 секунди, като журито има право да определи различни интервали, но не и под 30 секунди. Един манш от състезанието може да трае най-много четири часа. Ширината на финалната линия трябва да бъде поне 10 метра, като се позволяват изключения от това правило. 